# Saida (geslacht)
Saida is een geslacht van kreeftachtigen uit de klasse van de Ostracoda (mosselkreeftjes).

## Soorten
- Saida bellsensis McKenzie, Reyment & Reyment, 1991 †
- Saida crassa Herrig, 1968 †
- Saida cuneata Ciampo, 1984 †
- Saida daisa McKenzie, Reyment & Reyment, 1993 †
- Saida elliptica (Bonnema, 1941) Szczechura, 1965 †
- Saida exilis Herrig, 1968 †
- Saida herrigi Keij, 1975
- Saida hobros Ruan in Zeng, Ruan, Xu, Sun & Su, 1988
- Saida ionia Ciampo, 1986 †
- Saida kingmai (Bold, 1946) Bold, 1988 †
- Saida limbata Colalongo & Pasini, 1980 †
- Saida media Herrig, 1968 †
- Saida micropunctata Coles & Whatley, 1989 †
- Saida microtrema Hao (Yi-Chun) in Ruan & Hao (Yi-Chun), 1988
- Saida murdercreekensis (Howe & Law, 1936) Howe & Howe, 1973 †
- Saida nana Herrig, 1968 †
- Saida nettgauensis Gruendel, 1966 †
- Saida opima Ruan in Zeng, Ruan, Xu, Sun & Su, 1988
- Saida ovata Ciampo, 1984 †
- Saida pulchra Russo, 1966 †
- Saida recta Ciampo, 1984 †
- Saida rhomboidea Neale, 1975 †
- Saida torresi (Brady, 1880) Hornibrook, 1952
- Saida truncala Hornibrook, 1952